# Harshad-számok
Harshad-szám vagy más néven Niven-szám minden szám, amely az adott számrendszerben osztható saját számjegyei összegével. A Harshad-számokat D. R. Kaprekar definiálta. A „harshad” szó a szanszkrit harṣa szóból származik, és „nagy vidámság”, „nagy öröm” a jelentése. A Niven-szám elnevezés Ivan Morton Niven nevéből ered, aki 1997-ben egy számelméleti konferencián felolvasta az e témában írt értekezését.
Tízes számrendszerben 1-től 10-ig minden szám Harshad-szám, a 10 fölöttiek közül az első néhány: 12, 18, 20, 21, 24, 27, 30, 36, 40, 42 stb.